# Carucedo
Carucedo es un municipio y lugar español de la provincia de León, en la comunidad autónoma de Castilla y León. Se encuentra en la comarca del Bierzo y cuenta con una población de 483 habitantes (INE 2024). Es uno de los municipios leoneses en los que se habla gallego, si bien su habla conserva importantes rasgos propios del leonés.
El municipio comprende los pueblos de La Barosa, Campañana, El Carril, Carucedo, Lago de Carucedo, Las Médulas y Villarrando.

## Geografía
Integrado en la comarca del Bierzo, se sitúa a 147 kilómetros de la capital leonesa. El término municipal está atravesado por las carreteras N-536, que comunica con Ponferrada y El Barco de Valdeorras, y la N-122, que comunica con León y Orense.
El relieve del municipio cuenta con el emblemático Monumento Natural de Las Médulas, yacimiento arqueológico de origen romano (antigua explotación de oro a cielo abierto) que ha dejado un paisaje único. El territorio está limitado por el norte por la elevación montañosa conocida como El Sierro, por oeste por el valle del río Sil, por el suroeste por el monte Penedo Mayor (849 m) y el embalse de Peñarrubia, por el sur por los Montes Aquilianos y por el oeste por una zona más llana que comunica con Borrenes. Entre los recursos hídricos destacan el lago de Carucedo y el embalse de la Campañana.
La altitud oscila entre los 1020 metros al sureste (pico de Placías), cerca del Mirador de Las Médulas, y los 400 metros a orillas del embalse de Peñarrubia. El pueblo se alza a 501 metros sobre el nivel del mar. 
| Noroeste: Toral de los Vados y Sobrado | Norte: Toral de los Vados y Carracedelo | Noreste: Carracedelo y Borrenes              |
| Oeste: Sobrado y Rubiana (Orense)      |                                         | Este: Borrenes                               |
| Suroeste: Rubiá (Orense)               | Sur: Puente de Domingo Flórez           | Sureste: Borrenes y Puente de Domingo Flórez |

### Clima
Carucedo tiene un clima Csb (templado con verano seco y templado) según la clasificación climática de Köppen.
| Parámetros climáticos promedio de Carucedo | Parámetros climáticos promedio de Carucedo | Parámetros climáticos promedio de Carucedo | Parámetros climáticos promedio de Carucedo | Parámetros climáticos promedio de Carucedo | Parámetros climáticos promedio de Carucedo | Parámetros climáticos promedio de Carucedo | Parámetros climáticos promedio de Carucedo | Parámetros climáticos promedio de Carucedo | Parámetros climáticos promedio de Carucedo | Parámetros climáticos promedio de Carucedo | Parámetros climáticos promedio de Carucedo | Parámetros climáticos promedio de Carucedo | Parámetros climáticos promedio de Carucedo |
| Mes | Ene.                                       | Feb.                                       | Mar.                                       | Abr.                                       | May.                                       | Jun.                                       | Jul.                                       | Ago.                                       | Sep.                                       | Oct.                                       | Nov.                                       | Dic.                                       | Anual                                      |
| --- | ------------------------------------------ | ------------------------------------------ | ------------------------------------------ | ------------------------------------------ | ------------------------------------------ | ------------------------------------------ | ------------------------------------------ | ------------------------------------------ | ------------------------------------------ | ------------------------------------------ | ------------------------------------------ | ------------------------------------------ | ------------------------------------------ |
| Temp. media (°C) | 4.5                                        | 6.1                                        | 9.1                                        | 10.6                                       | 14.0                                       | 17.7                                       | 20.4                                       | 20.3                                       | 17.3                                       | 12.7                                       | 8.2                                        | 5.2                                        | 12.2                                       |
| Precipitación total (mm) | 85.8                                       | 62.5                                       | 50.7                                       | 59.4                                       | 59.7                                       | 29.4                                       | 20.9                                       | 21.5                                       | 48.5                                       | 76.8                                       | 96.1                                       | 97.1                                       | 708.6                                      |
| Fuente: Ministerio de Agricultura, Alimentación y Medio Ambiente. Datos de precipitación para el periodo 1983-2003 y de temperatura para el periodo 1983-2003 en Carucedo 8 de octubre de 2012 |                                            |                                            |                                            |                                            |                                            |                                            |                                            |                                            |                                            |                                            |                                            |                                            |                                            |

## Historia

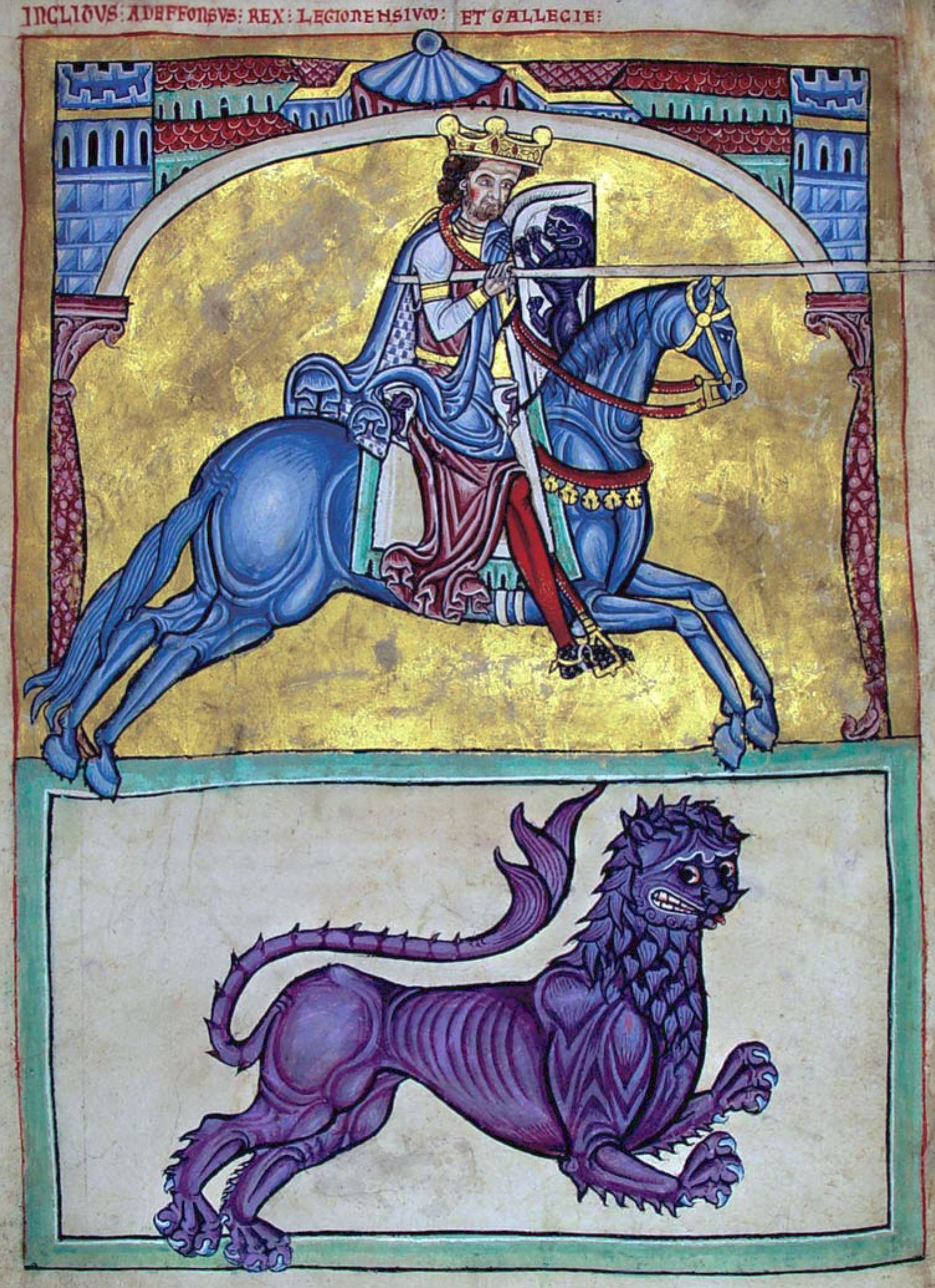
Alfonso IX de León otorgó fuero propio a Carucedo en 1213

La existencia del lago de Carucedo, consecuencia de la explotación aurífera romana, así como los restos de varias canalizaciones que servían de transporte de agua hacia Las Médulas, y la propia existencia de esta antigua mina de oro, la mayor mina a cielo abierto de todo el Imperio Romano, atestiguan la presencia humana en el municipio ya en época romana.
No obstante, la fundación de Carucedo como población sería posterior, datando de la Edad Media, cuando el término quedó incluido dentro del reino de León, en cuyo seno se habría acometido la repoblación de las localidades del municipio. Así, la primera documentación escrita en la que aparece Carucedo data de 1213, precisamente en el fuero que le otorgó el rey Alfonso IX de León.
Ya en el siglo XV, con la reducción de ciudades con voto en Cortes a partir de las Cortes de 1425, Carucedo pasó a estar representado por León, lo que le hizo formar parte de la provincia de León en la Edad Moderna, situándose dentro de ésta en el partido de Ponferrada.
Finalmente, en la Edad Contemporánea, en 1821 Carucedo fue una de las localidades que pasó a formar parte de la Provincia de Villafranca o del Vierzo, si bien al perder ésta su estatus provincial al finalizar el Trienio Liberal, en la división de 1833 Carucedo quedó adscrito a la provincia de León, dentro de la Región Leonesa.

## Demografía

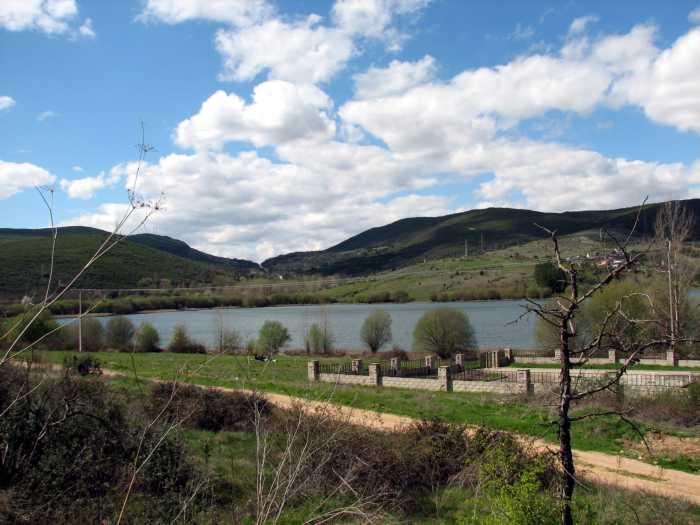
Lago de Carucedo

Cuenta con una población de 483 habitantes (INE 2024).
| Gráfica de evolución demográfica de Carucedo entre 1842 y 2021                                                        |
| |
| Población de derecho según los censos de población del INE. Población de hecho según los censos de población del INE. |

### Núcleos de población
El municipio se divide en varios núcleos de población, que poseían la siguiente población en 2017 según el INE.
| Núcleo de población | Población |
| ------------------- | --------- |
| Carucedo            | 309       |
| Las Médulas         | 88        |
| Lago de Carucedo    | 71        |
| Campañana           | 32        |
| Villarrando         | 21        |
| La Barosa           | 18        |
| El Carril           | 16        |

## Patrimonio

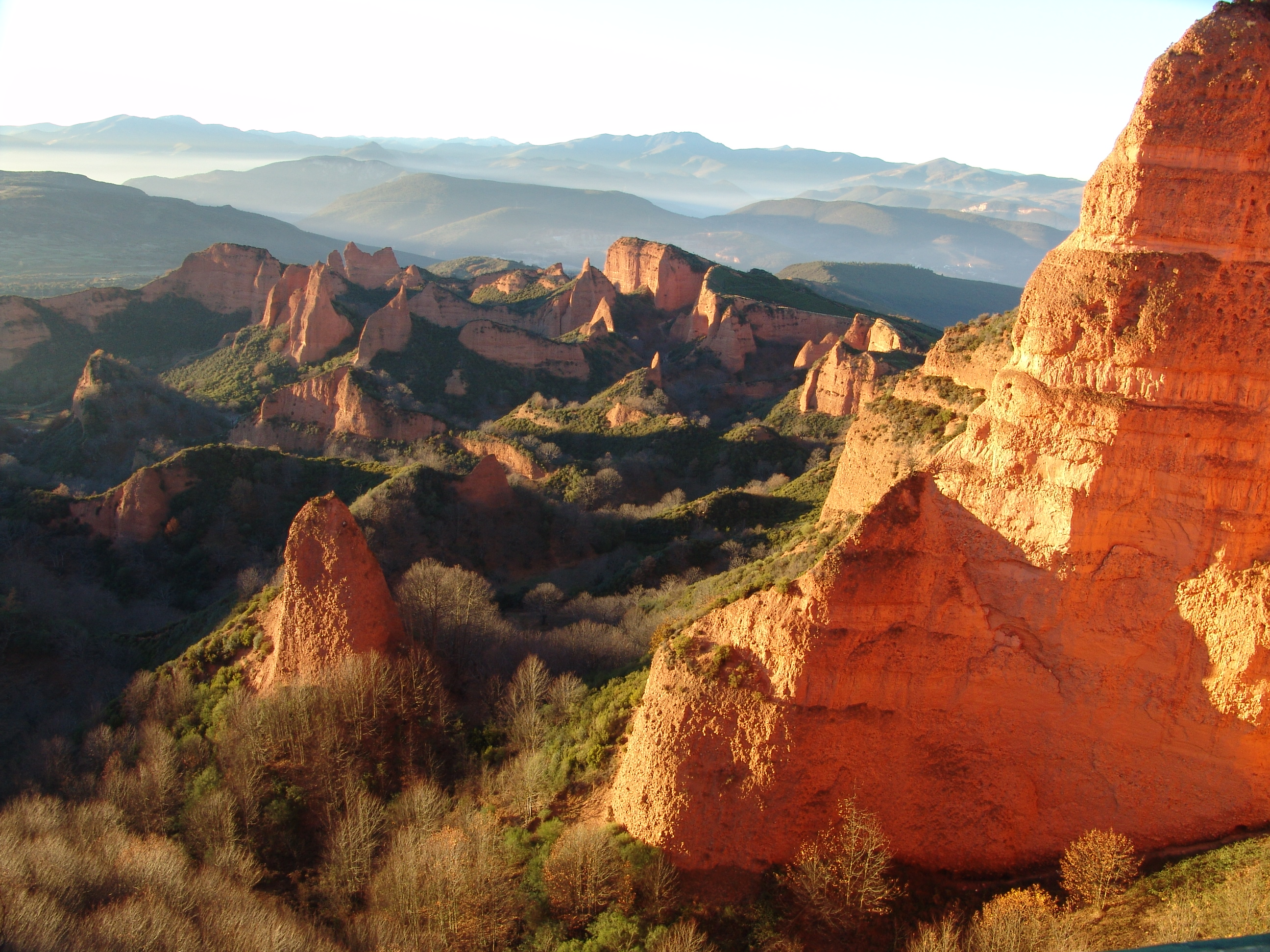
Panorámica de Las Médulas

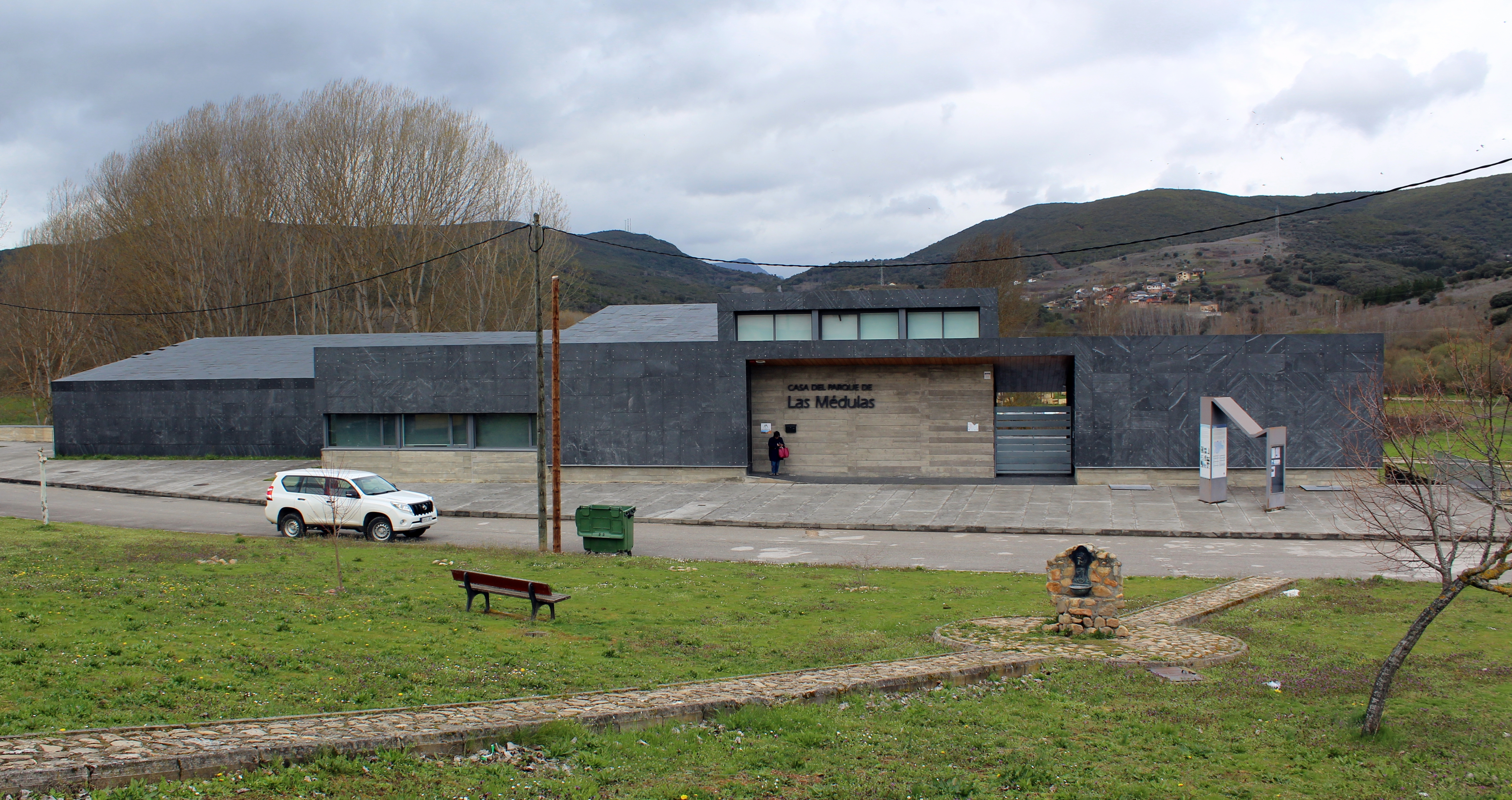
Parque de las Médulas en Carucedo

- Las Médulas. En el término municipal se halla el paraje de Las Médulas, explotación aurífera romana declarada Patrimonio de la Humanidad en 1997 por la Unesco, y que fue la mina de oro a cielo abierto más grande de todo el Imperio Romano. El trabajo de ingeniería realizado para la extracción del mineral supuso la alteración del medio ambiente pero dio como resultado un paisaje de arenas rojizas, cubierto en la actualidad parcialmente de vegetación de castaños y robles, estando considerado un paisaje cultural y siendo reconocido como Monumento Natural.[16]
- Lago de Carucedo. Destaca entre los lagos de barrera o aluvionamiento por su singular formación, debida a las excavaciones romanas de Las Médulas.
- Iglesia parroquial de Carucedo. De origen románico, contiene una de las piezas de platería más importante de El Bierzo, del siglo XVIII.